# 함부림
함부림(咸傅霖, 1360년~1410년)은 여말선초의 문신이다. 본관은 강릉. 자는 윤물(潤物), 호는 난계(蘭溪), 명성군(溟城君), 동원군(東原君), 시호는 정평(定平).

## 생애
강릉에서 함승경(承慶)의 장남으로 태어났다.
1385년(우왕 11년) 문과에 급제해 예문검열(藝文檢閱)을 거쳐 좌정언(左正言)과 형조정랑(刑曹正郞)을 지냈다.
1392년(공양왕 4년) 이성계가 실권을 잡자 병조정랑(兵曹正郞) 겸 도평의사사경력사도사(都評議使司經歷司都事)에 복직되었고, 조선 개국공신 3등에 책록되어 예조의랑(禮曹議郞)을 거쳐 개성소윤(開城少尹)에 임명되었다. 형조의랑에 이어 성균관대사성(成均館大司成)·좌산기상시(左散騎常侍)로서 상서소윤(尙瑞少尹)을 겸하고 명성군(溟城君)에 봉해졌다.
태종 초기에 충청도관찰사(忠淸道觀察使)·예문관제학(藝文館提學)·동북면도순문사(東北面都巡問使)·동북면도순문찰리사(東北面都巡問察理事) 겸 병마도절제사(兵馬都節制使) 겸 영흥부윤(永興府尹) 등을 역임하였다.
1404년(태종 4년) 참지의정부사(參知議政府事)로서 대사헌(大司憲)에 올랐다.
1405년(태종 5년) 경기도관찰사(京畿道觀察使)를 역임하다.
1406년(태종 6년) 계림부윤(鷄林府尹)·경상도관찰사(慶尙道觀察使)를 지냈다.
1407년(태종 7년) 참지의정부사(參知議政府事)로 재임하여 명나라에 다녀왔다.
1408년(태종 8년) 형조판서(刑曹判書)에 임명되었다.

## 가족 관계
- 아들 : 함우공(咸禹功)
- 아들 : 함우치(咸禹治) - 세조 때 여러 도(道)의 관찰사를 지냈고, 성종 때 좌참찬에 이르렀다.

## 관련 작품

### 드라마
- 《용의 눈물》(KBS, 1996년~1998년, 배우:김봉근)